# Adiós Nonino (álbum)
Adiós Nonino es un álbum de estudio por el bandoneonista de tango argentino Astor Piazzolla y su Quinteto, grabado y editado durante 1969 en Argentina. El álbum toma nombre del emblemático tango de Piazzolla «Adiós Nonino» compuesto en 1959, cuando el músico se enteró del fallecimiento de su padre, éste tango ya había sido grabado anteriormente en el álbum Piazzolla interpreta a Piazzolla de 1961 editado por RCA. En este álbum aparece por primera vez una de las cuatro Estaciones porteñas, «Otoño porteño». Tanto Adiós Nonino como Libertango, son los títulos que más se han usado en innumerables compilaciones y álbumes en vivo. A partir de este álbum, Piazzolla deja de usar el nombre «Quinteto Nuevo Tango» para llamarlo simplemente Quinteto.

## Historia

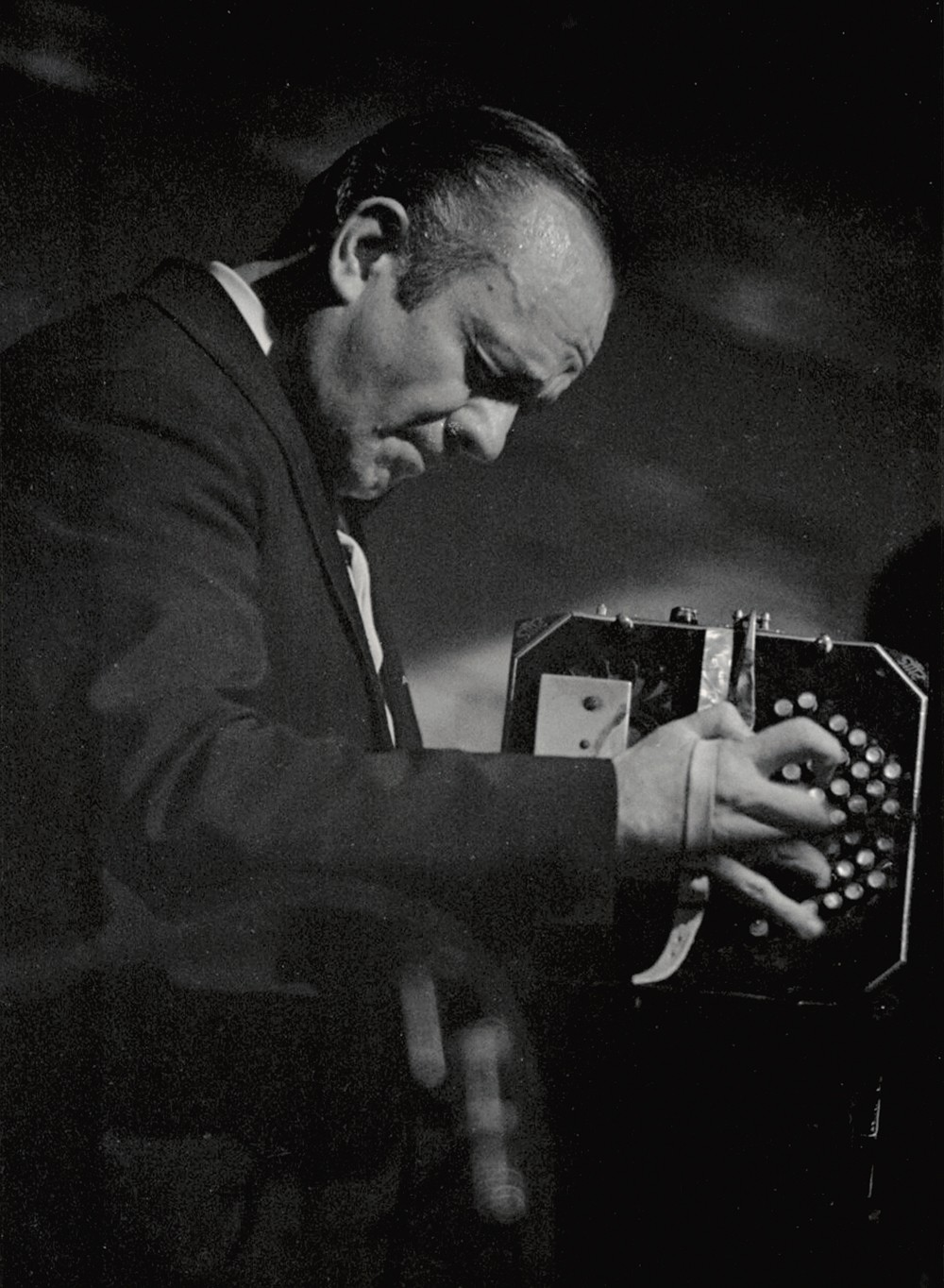
Piazzolla tocando en 1969.

Después de María de Buenos Aires, Astor Piazzolla grabó uno de sus álbumes más famosos, el que incluyó la versión de «Adiós Nonino» más popular, y que por pertenecer a un sello chico nunca quedó descatalogado. Se grabó en dos tramos en marzo y junio de 1969 y fue publicado por el sello Trova, el mismo que editó el álbum de María de Buenos Aires, y que sacó a la venta Pulsación, con la música compuesta para la película del artista plástico Carlos Páez Vilaró.
En el tema lírico de «Adiós Nonino» aparece por primera vez el compás 3+3+2 enfatizado por un mismo acorde y utilizado con carácter épico. El álbum Adiós Nonino reivindica en lo instrumental el gesto de revisión de María de Buenos Aires convertido en una pieza de escucha únicamente, sin rememoras de los tangos de tres minutos estructurados con coplas repetidas y estribillo. La nueva versión de «Adiós Nonino» duraba más de ocho minutos, algo inusual para la industria discográfica de la época, y más en particular para la música popular argentina.

## Lanzamiento y reediciones
Adiós Nonino se editó originalmente en 1969 en Argentina y Uruguay por el sello Trova en una edición en sonido estereofónico y otra en sonido monofónico. El sello brasileño Som Livre lo editó en el país en 1972, mientras que al año siguiente se editó en Francia por Columbia. En 1974 en coincidencia con la estadía de Astor Piazzolla en Italia, el álbum se editó en el país como Tangata. En España se editó en 1975 y 1989, y se reeditó en Argentina en este último año por Trova en su primera versión en CD. En Japón fue editado en 1999 en CD por el sello Crown y en Estados Unidos por la disquera Circular Moves en 2003. Trova lo reeditó nuevamente en Argentina en CD en 2008 y en formato de disco de vinilo en 2023.

## Lista de temas
Todas las canciones escritas y compuestas por Astor Piazzolla, excepto donde se indica. 
| Lado A |                   |          |  |
| N.º    | Título            | Duración |  |
| 1.     | «Adiós Nonino»    | 8:04     |  |
| 2.     | «Otoño Porteño»   | 5:10     |  |
| 3.     | «Michelangelo 70» | 3:20     |  |
| 4.     | «Coral»           | 6:00     |  |

| Lado B: Tangata (Silfo y Ondina) |           |          |  |
| N.º                              | Título    | Duración |  |
| 1.                               | «Fugata»  | 3:50     |  |
| 2.                               | «Soledad» | 6:52     |  |
| 3.                               | «Final»   | 7:47     |  |

## Créditos
- Astor Piazzolla - bandoneón
- Kicho Díaz - contrabajo
- Oscar López Ruiz - guitarra eléctrica
- Dante Amicarelli - piano
- Antonio Agri - violín

Otros
- Alfredo Radoszynski - productor